# Manual do Minotauro
Manual do Minotauro é uma tira cômica criada por Laerte Coutinho. Publicada desde 2008 no blog de mesmo nome, a tira não possui personagem fixo e varia de temas constantemente, abordando tanto humor quanto poesia e abstração. A tira ganhou o Troféu HQ Mix de "melhor tira nacional" em 2012 e 2014.